# Włoski Korpus Ekspedycyjny w Rosji

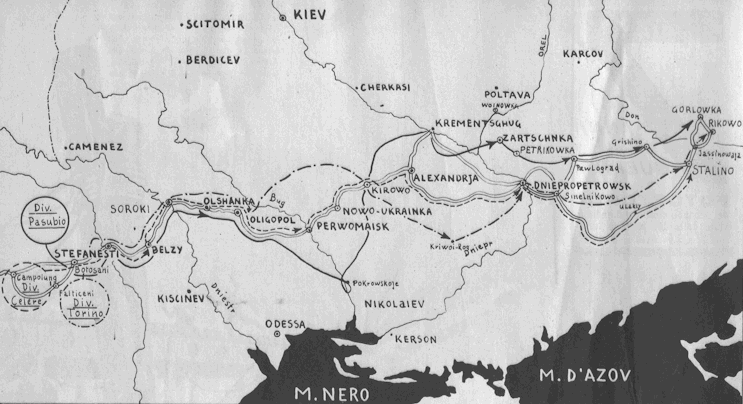
Szlak bojowy CSIR w czasie agresji na Związek Radziecki

Włoski Korpus Ekspedycyjny w Rosji (wł. Corpo di spedizione italiano in Russia, skótowo CSIR) – włoski korpus ekspedycyjny, który w latach 1941–1942 uczestniczył w walkach na froncie wschodnim II wojny światowej toczonych w czasie agresji III Rzeszy na Związek Radziecki.
W związku z atakiem niemieckim na Związek Radziecki i decyzją Benito Mussoliniego o udziale wojsk włoskich w tej agresji w lipcu 1941 roku utworzony został Włoski Korpus Ekspedycyjny w Rosji (Corpo di Spedizione Italiano in Russia) (CSIR).
W skład CSIR  włączono trzy dywizje stacjonujące w północnych Włoszech: 9 DP „Pasubio”, 52 DP „Torrino”, 3 Dywizję Szybką Principe Amadeo Duca d’Aosta ” oraz Brygadę Zmotoryzowaną „Czarnych Koszul” „Tagliamento”. Korpus liczący około 62 000 żołnierzy i miał na wyposażeniu 60 czołgów, 220 dział ciężkich, 92 działa przeciwpancerne i 5500 pojazdów. W lipcu 1941 roku do CSIR znajdującego się już na terytorium Związku Radzieckiego dołączyło lotnictwo w sile 92 samolotów bojowych.
Dowódcą korpusu mianowano generała Francesco Zingalesa, lecz w trakcie podróży na front zachorował i skierowany został na leczenie do szpitalu w Wiedniu, w związku z jego chorobą dowództwo powierzono gen. Giovanniemu Messemu.
W początkowym okresie ataku na Związek Radziecki CSIR pełnił rolę odwodu 11 Armii, a od 14 sierpnia 1941 roku wchodził w skład 1 Grupy Pancernej dowodzonej przez gen. Ewalda von Kleista, która działała w ramach Grupy Armii Południe. Podczas bitwy o Kijów dywizja „Pasubio” osłaniała prawe skrzydło 17 Armii, podczas gdy pozostałe dwie dywizje brały udział w walkach pod Dniepropetrowskiem. Następnie CSIR razem z niemieckim XXXXIX Korpusem Górskim, po walkach przeciw Armii Czerwonej 2 października 1941 roku zdobył ośrodek przemysłowy Stalino a później zakłady hutnicze w Gorłowce. 
Utworzenie w 1942 roku Armii Włoskiej w Rosji (Armata Italiana in Russia, w skrócie ARMIR) spowodowało, że CSIR przemianowano na XXXV Korpus Armijny a wchodzące w jego skład dywizje zostały rozdzielone, 9 Dywizja Piechoty Pasubio pozostała w XXXV KA, 52 Dywizję Piechoty Torino włączono w skład XXIX KA, a 3 Dywizja Szybka Amadeo Duca d’Aosta została w odwodzie 8 Armii.

## Dowódcy korpusu
W czasie walk w Związku Radzieckim w latach 1941-1942
- gen. Francesco Zingales
- gen. Giovanni Messe
- gen. Francesco Zingales[4]

## Struktura organizacyjna
- 9 Dywizja Piechoty Pasubio
- 52 Dywizja Piechoty Torino
- 3 Dywizja Szybka Amadeo Duca d’Aosta[4]